# Стэнулец, Михаэла
Михаэла Стэнулец (рум. Mihaela Stănuleț, род.16 июля 1967) — румынская гимнастка, олимпийская чемпионка, призёрка чемпионатов мира и Европы. Заслуженный мастер спорта Румынии.

## Биография
Родилась в 1967 году в Сибиу. В 1983 году на чемпионате Европы завоевала бронзовую медаль в упражнениях на бревне, а на чемпионате мира стала обладательницей серебряной медали в составе команды. В 1984 году на Олимпийских играх в Лос-Анджелесе стала обладательницей золотой медали в составе команды.
По окончании спортивной карьеры перешла на тренерскую работу. Среди её воспитанниц — Клаудия Пресэкан и Стельяна Нистор.